# 狗牙蘚
狗牙蘚（学名：Cynodontium gracilescens）为曲尾蘚科狗牙蘚屬下的一个种。